# Fiskekrog
Fiskekrogen hører til blandt de første tildannede redskaber mennesket har benyttet.
De ældste, der er fundet herhjemme, er fra ca. 9000 år før vor tidsregning, og er sammen med kniven et af de få redskaber, der har overlevet næsten uændret indtil vore dage.
Også fiskekrogen har dog gennemgået en produktudvikling fra de oprindelige kroge, som var skåret ud af ben, til vore dages mange varianter af stålkroge. Men allerede i middelalderen antog de stort set den form, vi kender i dag.
Nutidens fiskekroge udformes efter formål, og findes såvel med som uden modhager. Nogle har endog modhager hele vejen op ad skaftet, for bedre at holde paa agnen, ligesom de findes i sammensatte eksemplarer som to- eller trekroge. Det almindeligste udseende er de brunerede, dvs. sorte, sortblå eller brune, men også blanke (såvel "sølv" som "guld") anvendes til specielle former for lystfiskeri og erhvervsfiskeri. I størrelser forekommer de fra nogle få millimeters bredde i gabet (afstanden fra spids til skaft) til adskillige centimeter og er klassificeret i et specielt tal-system.

## Galleri
- Fiskekrog med øje, skaft, modhager/agnhold, gab, spids, agner og bøjning
- Medekrog af ben fra stenalderen, fundet i Skåne